# حروب الأفيون
حروب الأفيون هما حربان سميتا بحرب الأفيون، اندلعت الحربان بين الصين الامبراطورية المحكومة أنذاك من قبل سلالة تشينغ وبريطانيا. وفي الثانية، انضمت فرنسا إلى جانب بريطانيا. وكان السبب هو محاولة الصين الحد من زراعة الأفيون واستيراده، مما حدا ببريطانيا أن تقف في وجهها بسبب الأرباح الكبيرة التي كانت تجنيها بريطانيا من تجارة الأفيون في الصين. قامت حرب الأفيون في عام 1839 م، وكان من نتائجها أن أصبحت هونغ كونغ مستعمرة بريطانية. اُرتكبت في هذه الحروب مجازر وحشية من البريطانيين وحلفائهم، وخالفوا كل القيم الدينية والبشرية وعملوا على نشر تعاطي الأفيون بين الشعب الصيني، استمر هذا الداء مستشريًا في الصين حتى مطلع القرن العشرين حتى قضي على تعاطيه نهائيًا في عهد ماو تسي تونغ القيادي الصيني الشيوعي.

## الجذور التاريخية للتطلع البريطاني من أجل السيطرة على الصين
قامت بريطانيا في نهاية القرن الثامن عشر الميلادي بفتح أبواب الصين أمام تجارتها العالمية فطلب الملك جورج الثالث من الامبراطور الصيني شيان لونج توسيع العلاقات التجارية بين البلدين. إلا أن الإمبراطور أجابه: إنّ امبراطورية الصين السماوية لديها ما تحتاجه من السلع، وليست في حاجة إلى استيراد سلع أخرى من البرابرة.
فلم تستطع بريطانيا في ظل هذه الظروف تصدير إلا القليل جدا من سلعها إلى الصين، وفي المقابل كان على التجار البريطانيين دفع قيمة مشترياتهم من الصين من الشاي والحرير والبورسلين نقدًا بالفضة.. مما تسبب في استنزاف مواردهم منها.. لذلك لجأت بريطانيا إلى دفع إحدى شركاتها..وهي شركة الهند الشرقية البريطانية (East India Company) التي كانت تحتكر التجارة مع الصين إلى زرع الأفيون في المناطق الوسطى والشمالية من الهند وتصديره إلى الصين كوسيلة لدفع قيمة واردتها للصين.
تم تصدير أول شحنة كبيرة من الأفيون إلى الصين في عام 1781..وقد لاقت تجارة الأفيون رواجا كبيرا في الصين وازداد حجم التبادل التجاري بين البلدين.. وبدأت بشائر نجاح الخطة البريطانية في الظهور.. إذ بدأ الشعب الصيني في إدمان الأفيون.. وبدأ نزوح الفضة من الصين لدفع قيمة ذلك الأفيون. وبدأت مشاكل الإدمان تظهر على الشعب الصيني مما دفع بالإمبراطور يونغ تشينج (Yong Tcheng) في عام 1829 م بإصدار أول مرسوم بتحريم استيراد المخدرات، غير أن شركة الهند الشرقية البريطانية لم تلتفت لهذا المنع واستمرت في تهريب الأفيون إلى الصين.

## الصين تحرق آلاف الأطنان من الأفيون
تصاعدت حركة التهريب للأفيون إلى الصين بصورة تدريجية حيث لم يُهرَّب إليها في عام 1829 م سوى 200 صندوق تحوي 608 كيلوجراما من الأفيون قدرت تكلفتها بخمسة عشر مليون دولارا. ثم في عام 1892 م وصلت المهربات إلى 4000 صندوق حوت 272 طناً... انزعجت الصين لهذه الظاهرة.. وللخطر الذي يمثله تعاطي الأفيون الواسع علي صحة المواطنين.. والذي يسبب تدمير المجتمع الصيني إذ كان الصيني يبيع كل ما يملك للحصول على الأفيون.
لذلك أصدر الإمبراطور الصيني قرارا آخر بحظر استيراد الأفيون إلى الامبراطورية الصينية.. بل وذهبت الامبراطورية إلى أبعد من ذلك عندما ذهب ممثل الإمبراطور إلى مركز تجارة الأفيون وأجبر التجار البريطانيين والأمريكيين على تسليم مخدراتهم من الأفيون الذي بلغ ألف طن وقام بإحراقه في احتفالية كبيرة شهدها المناوئون لهذا المخدر.

## حرب الأفيون الأولى 1840 - 1842 م
عندها قررت بريطانيا التي كانت في أوج قوتها العسكرية في ذلك الوقت إعلان الحرب على الصين لفتح الأبواب من جديد أمام تجارة الأفيون للعودة من جديد. وبحث البريطانيون عن ذريعة لهذه الحرب فاستخدموا مبدأ «تطبيق مبدأ حرية التجارة» وفي ذلك الوقت كانت بريطانيا قد خرجت منتصرة على منافسيها من الدول البحرية في حروب نابليون وقامت الثورة الصناعية فيها، وأصبحت الدولة الرأسمالية الأقوى في العالم فلجأت الي فتح أسواق لتصريف منتجاتها الصناعية والبحث عن مصادر رخيصة للمواد الأولية التي تحتاجها لصناعاتها. وكان النظام العالمي في ذلك الوقت يقوم علي مبدأين هما حرية التجارة ودبلوماسية السفن المسلحة. وأرسلت بريطانيا في عام1840م سفنها وجنودها إلى الصين لإجبارها على فتح أبوابها للتجارة بالقوة.
استمرت حرب الأفيون الأولى عامين من عام1840 إلى عام1842 واستطاعت بريطانيا بعد مقاومة عنيفة من الصينيين احتلال مدينة «دينغ هاي» في مقاطعة شين جيانج واقترب الأسطول البريطاني من البوابة البحرية لبكين. ودفع ذلك الإمبراطور الصيني للتفاوض مع بريطانيا وتوقيع اتفاقية «نان جنج» في أغسطس 1842.

## حرب الأفيون الثانية 1856 - 1860 م
لم تحقق معاهدة «فان جنج» ماكانت تصبو إليه بريطانيا والقوى الغربية. فلم يرتفع حجم التجارة مع الصين كما كانوا يتوقعون. والحظر على استيراد الأفيون ما زال ساريا.. كما أن البلاط الإمبراطوري يرفض التعامل مباشرة معهم لذلك قدموا مذكرة بمراجعة الاتفاقات القائمة التي رفضها الإمبراطور. لذلك قررت بريطانيا وفرنسا استخدام القوة مرة أخرى ضد الصين وواتتهم الفرصة عند قيام السلطات الصينية في «جوانج شو» بتفتيش سفينة تحمل العلم البريطاني واعتقال بحاريها وإنزال العلم ومقتل مبشر فرنسي، لشن حرب جديدة على الصين، استطاعت فيها القوات البريطانية والفرنسية دخول ميناء «جوانج شو».. والاتجاه نحو ميناء تيان القريب من بكين، مما جعل الإمبراطور يقبل مراجعة الاتفاقات وتوقيع اتفاقية (تيان جين) في عام1858 بين الصين وكل من بريطانيا وفرنسا والولايات المتحدة وروسيا والتي تعطي لهم مزيدا من الامتيازات من أهمها:
1. فتح خمسة موانئ جديدة للتجارة الدولية وتحديد الأفيون بصفة خاصة من بين البضائع المسموح باستيرادها.
2. حرية الملاحة على نهر اليانج تسي كيانج.
3. السماح بدخول المسيحية في أرجاء الصين.

ونصت اتفاقية تيان جن على التصديق عليها خلال عام من توقيعها. وحين تأخرت الصين في التصديق استخدمت بريطانيا وفرنسا القوة مرة أخرى لتحقيق ذلك واستطاعت قواتهما دخول «تيان جن» في ربيع عام1860 ثم تقدمت نحو بكين ودخلوها في أكتوبر 1860 وتوجهوا إلى القصر الصيفي للإمبراطور الذي يبعد بضعة آميال عن بكين وكان هذا القصر يعتبر من أعظم وأفخم قصور العالم ويحتوي آثارًا تاريخية مهمّة وقام الضباط البريطانيون والفرنسيون بنهب محتوياته لمدة أربعة أيام، وأضرموا فيه النار بعد ذلك. وعن هذه الحادثة كتب فكتور هوغو عن ذلك فقال «: دخلت العصابتان البريطانية والفرنسية كاتدرائية آسيا..أحدهما قام بالنهب والآخر قام بالحرق.. وأحد هذان المنتصران مليء جيوبه والثاني مليء صناديقه ورجعوا إلي أوروبا يدهم في يد بعض ضاحكين.. ان الحكومات تتحول أحيانا إلي لصوص ولكن الشعوب لا تفعل ذلك..»
اضطر الإمبراطور للرضوخ لمطالبهم ووقع اتفاقيات «تيان جن» مع كل من فرنسا وبريطانيا وكذلك روسيا والولايات المتحدة التي منحت امتيازات أكثر أهمها فتح المزيد من الموانئ أمام تجارة هذه الدول والإقامة لرعاياهم في بكين.. والتعامل المباشر مع البلاط الإمبراطوري وحرية تجول المبشرين في الصين، والتنازل عن كولون وهي منطقة واقعة في الصين والأكثر قربا. وارتفع عدد المدمنين في الصين من مليوني مدمن عام 1850م ليصل إلى 120 مليوناً سنة 1878م، ولكن حروب الأفيون لم تنته نهائياً إلا باتفاقية 8 مايو 1911.

## وصلات خارجية
- أشرف صالح، الصين والغرب في النصف الأول من القرن التاسع عشر، الحوار المتمدن، الحوار المتمدن،2011